# پپه رومرو
پپه رومرو (اسپانیایی: Pepe Romero‎؛ زادهٔ ۸ مارس ۱۹۴۴) گیتارنواز کلاسیک و فلامنکوی اهل اسپانیا است که به خاطر تکنیک متمایز و اجراهای رنگین شهرت دارد.